# Кармартен Таун
Кармартен Таун (валл. Clwb Pêl-droed Tref Caerfyrddin) — валлійський футбольний клуб, з міста Кармартен. Виступає в прем'єр-лізі Уэльсу. Заснований в 1948 році, домашні матчі проводить на стадіоні «Річмонд Парк», який вміщує 3 000 глядачів. Головним досягненням клубу є перемога в Кубку Уельсу в сезоні 2006/07.

## Досягнення

### Кубок Уельсу з футболу
Володар (1): 2006/07.
Фіналіст (2): 1998/99, 2004/05.

### Кубок валлійської ліги з футболу
Володар (3): 2004/05, 2012/13, 2013/14.
Фіналіст (1): 2003/04